# خواكيم ديتريش براندس
خواكيم ديتريش براندس (بالألمانية: Joachim Dietrich Brandis)‏ (و. 1762 – 1846 م) هو طبيب، وأستاذ جامعي ألماني، ولد في هيلدسهايم، كان عضوًا في الأكاديمية الملكية السويدية للعلوم، والأكاديمية الملكية الدنماركية للعلوم والآداب، توفي في كوبنهاغن، عن عمر يناهز 84 عاماً.